# Papir (glasbena skupina)
Družinski ansambel za prosperiranje poezije in glasbe Papir je slovenska glasbena skupina iz Maribora. Člani: Ana Bezjak (vokal), Sebastijan Duh (klavir), Igor Bezget (kitara), Bruno Domiter (bobni) in Tadej Kampl (bas).

### Nova popevka, Prapapir in začetki
Idejni oče kolektiva je bil pesnik in dramatik Rok Vilčnik, ki se je povezal s skladateljem Gregorjem Stermeckim (v manjši meri tudi Markom Gregoričem) in džezpianistom Sebastijanom Duhom. Prvi je uglasbil Vilčnikovo poezijo (oz. njegova besedila), drugi pa je poskrbel za aranžmaje in k projektu privabil ostale glasbenike. Papir veljajo za vodilnega predstavnika gibanja nova popevka – glasbenega vala, ki izvira iz Maribora in se na staro popevko (iz zlate dobe Slovenske popevke) naslanja le v smislu kakovosti avtorskih in izvedbenih zmogljivosti (avtorska dovršenost in vrhunska glasbena izvedba), sicer pa črpa iz modernejših zvrsti soula, jazza, bluesa in šansona, ki jih prevaja v kalupe popa. Glavni namen gibanja je torej ustvarjati kreativno popularno glasbo, povezuje pa priznane avtorje in izvajalce, kot so Igor Bezget, Rok Vilčnik - rokgre, Gregor Stermecki, Ana Bezjak, Sebastijan Duh, Boštjan Gombač, Marko Gregorič, Mirna Bogdanović, Bruno Domiter, Maja Pihler - Bilbi, Tadej Kampl, Severa Gjurin in Ditka Haberl.
Ideja o bendu, ki bi izvajal avtorsko glasbo, se je Vilčniku porodila že za časa Patetica (torej okrog leta 2003, 2004), zasedbe, pri kateri je bil prav tako idejni vodja, je pa temeljila na predelavi tujih skladb, ansambel pa je »uradno« začel delovati leta 2009. Njegovi zametki segajo v marec 2009, ko so Grega (klaviature) in Andrej Stermecki (kitara), Irena Zdolšek (citre), Severa Gjurin ter Mirna Bogdanović (vokalistki), nekdanja pevka Yogurta, nastopili na Festivalu ljubezni na Ptuju. Ta sestava se precej razlikuje od poznejše, zato se je je, predvsem njenega glasbenega dela, oprijelo ime Prapapir, ki v okrnjeni obliki (jedro predstavlja Andrej Stermecki) kdaj tudi še nastopi (npr. na Lentu 2013). Papir − in ne Prapapir − pa so prvič nastopili 27. novembra v Novi Gorici v zasedbi Ana Bezjak, Mirna Bogdanović, Sebastijan Duh, Igor Bezget, Bruno Domiter in Tadej Kampl, premierno (novogoriški nastop velja za »predpremiernega«) pa 3. decembra v Jazz klubu Satchmo. V tistem času so posneli tudi svoj prvi singel »Slutnja«.

### Leto 2010 in prvenecPo viharju
12. februarja 2010 so se prvič predstavili ljubljanskemu občinstvu, in sicer v oddaji Izštekani Jureta Longyke na Valu 202. Izvedli so 11 skladb (»Slutnja«, »Veliki korak«, »Čudež«, »Moje srce odhaja«, »Srajca«, »Objem«, »Nič mi ni«, »Za to malo«, »Način«, »Peron 9« in »Lepo mi je s teboj«), ki so vse razen »Za to malo« pozneje izšle na njihovi debitantski plošči. 31. marca so organizirali Večer nove popevke v Veliki dvorani SNG Maribor, na katerem so kot gostje nastopile Ditka Haberl, Severa Gjurin in Bilbi. Gjurinova je s Prapirjem (bratoma Stermecki) izvedla pesem »Mlini in vetrovi«, Haberlova pa »Stara žalostna beseda« skupaj s Papirjem. Gre za dve Vilčnikovi pesmi – glasbo za prvo je napisala Gjurinova, za drugo pa Maja Pihler –, ki ju izvajata onidve in nista del rednega repertoarja papirjevcev. Do poletja je Bogdanovićevo zamenjala Maja Keuc, ki si je ravno v tistem obdobju široko prepoznavnost pridobila s sodelovanjem na Slovenija ima talent, k sodelovanju pa so jo sicer povabili že pred udeležbo v oddaji (Bezjakova je bila namreč njena učiteljica petja). Avgusta je izšel njihov drugi singel »Objem«, pri katerem je vokale odpela glavna vokalistka Ana Bezjak.
12. novembra je luč sveta ugledal njihov slogovno raznoliki prvenec Po viharju (ki je predstavljal tudi prvo izdajo gibanja nova popevka), izid katerega je teden prej pospremil singel »2010«. Po viharju je bil deležen zelo pozitivnih kritiških odzivov (npr. Blaž Tišler mu je v svoji recenziji za MMC dal oceno 5; Andrej Predin ga je v Slovenskih novicah označil za »glasbeni presežek leta«), že po enem mesecu pa je doživel tudi svoj prvi ponatis. Album, ki je vseboval 12 skladb, je bil posnet v studiu Radia Maribor, in to v enaki zasedbi, v kakršni so nastopili v Izštekanih in na Večeru nove popevke, le s Keučevo namesto Bogdanovićeve. V Mariboru so ga predstavili 13. 11. na promocijskem koncertu v Rožmarinu, v prestolnici pa sedemnajstega v Stari mestni elektrarni.

### Od 2011 do danes
Drugi festival Nova popevka je potekal 20. (v mariborski Unionski dvorani) in 23. marca 2011 (v ljubljanski Festivalni dvorani). Papirjevcem, ki so bili osrednji izvajalci, sta se pridružila še Bilbi, tedaj že znana po uspešnici »Hvala za vijolice«, in del zasedbe Patetico. Maja Keuc je s skupino zadnjič nastopila oktobra 2011 v kavarni Sputnik in odtlej ostaja Ana Bezjak edini glas skupine. Komad »Srajca« je na domačem delu letne lestvice Stop Pops 20 za leto 2011 zasedel prvo mesto.
Konec oktobra 2013 so na svojem Facebook profilu sporočili, da so začeli delati na novi plošči. Aprila 2014 so imeli dva večja koncerta: prvega (17. 4.) v SiTi Teatru v okviru serije »SiTi za dobro muziko!«, drugega pa dva dni pozneje v mariborskem Salonu uporabnih umetnosti, na katerih so poleg uspešnic s plošče predstavili tudi nekaj novega materiala (npr. »Zadržala sem srce« in »Raj«). Novembra 2014 so izdali svoj zadnji videospot, in sicer za »Veliki korak«, odtlej pa se zdi, kot da skupina (začasno) miruje.

## Diskografija
| Singli | Singli        |
| Leto   | Pesem         |
| ------ | ------------- |
| 2009   | Slutnja       |
| 2010   | Objem         |
| 2010   | 2010          |
| 2011   | Srajca        |
| 2011   | Nič mi ni     |
| 2012   | Čudež         |
| 2012   | Način         |
| 2013   | Peron 9       |
| 2013   | Objem (remix) |
| 2014   | Domotožja     |
| 2014   | Veliki korak  |

| Albumi | Albumi     |
| Leto   | Album      |
| ------ | ---------- |
| 2010   | Po viharju |